# Ryu
Ryu (リュウ, escrito como 隆 no Street Fighter original) é um personagem fictício e protagonista da franquia de jogos eletrônicos de luta Street Fighter.
Ryu estreou o primeiro Street Fighter em 1987, onde ele e seu melhor amigo Ken Masters eram participantes de um torneio de artes marciais. Os demais jogos que sucederam o primeiro mostram o foco de Ryu em seu treinamento para se tornar o mais forte possível, bem como um lutador honrado. Contudo, ele se torna alvo de vários vilões que desejam usá-lo para atingir seus objetivos pessoais, tais como o criminoso M. Bison e seu arqui-inimigo Akuma. Ryu ainda tem de lidar com um poder sombrio que tenta consumi-lo, o Satsui no Hado (殺意の波動, Satsui no Hadō, lit. "Surto da Intenção Assassina), que o transforma em seu alter ego Evil Ryu (殺意の波動に目覚めたリュウ, Satsui no Hadou ni Mezameta Ryū, lit. "Ryu que despertou o Surto da Intenção Assassina").
Com a popularidade dos jogos Street Fighter, Ryu se tornou um ícone japonês e o modelo de artista marcial em uma jornada sem fim para se tornar mais forte, bem como fonte de inspiração para a criação de diversos personagens lutadores. Ele foi licenciado e adaptado em diversas mídias como animes, quadrinhos e filmes live-action e é alvo de inúmeros produtos e mercadorias. Ele também aparece em uma longa lista de crossovers com outras franquias, notavelmente o universo Marvel. Críticas ao seu respeito têm sido extremamente positivas, com sua aparência e personalidade simples sendo frequentemente elogiadas, levando Ryu a se tornar um dos personagens mais populares de Street Fighter e da indústria de videogames. Ele é considerado por muitos o personagem de jogos de luta mais famoso da história.

## Criação
Ryu foi criado pelo designer Manabu Takemura, com o objetivo de ter uma aparência simples e facilmente identificável, tendo em vista que ele era o único personagem selecionável no primeiro jogo da franquia. Durante a criação de Street Fighter II, Ryu foi um dos dois personagens que foram escolhidos no jogo original para retornarem na sequência, o outro foi Ken. Segundo Manabu, Ryu preenchia muito bem o lugar de protagonista e simbolizava o conceito de artista marcial japonês. Inicialmente magro, Takemura resolveu torná-lo mais musculoso conforme ele envelheceria para se parecer mais com um lutador. Cada item de sua vestimenta foi planejado para ter um significado simbólico: sua bandana mostra seu espírito guerreiro e faz alusão ao costume japonês de colocar uma bandana durante um momento de dificuldade; sua faixa preta demonstra que Ryu é um mestre do caratê; o uniforme rasgado é uma lembrança do seu arduo treinamento; seus pés descalços indicam sua devoção às artes marciais e mostram que Ryu não se importa com condições severas.
O nome do personagem foi dado em homenagem ao diretor do primeiro Street Fighter, Takashi Nishiyama. O primeiro caractere chinês usado no nome "Takashi" pode ser pronunciado como "Ryu". Além disso, o próprio Takashi criou o golpe característico de Ryu, o Hadoken, se baseando em armas do anime Space Battleship Yamato. Outras técnicas foram criadas com base em golpes reais de luta, que foram exagerados para parecem especiais.

## Características do personagem

### Aparência
No primeiro Street Fighter Ryu veste um uniforme keikogi branco e maltrapilho com as mangas rasgadas, vestimenta que ele viria a manter durante toda a franquia, uma bandana também branca, um par de luvas vermelhas e chinelos da mesma cor. Seu cabelo é ruivo, mas escurece com o tempo. O primeiro jogo ainda introduziu uma característica constante de Ryu, a posição inicial de batalha chamada Fūrinkazan (風林火山), utilizada pelo histórico líder militar japonês Takeda Shingen. Em Street Fighter II é apresentado um Ryu mais velho. Seu cabelo agora é castanho e ele utiliza uma bandana vermelha que lhe foi dada por Ken. Ele também começa a lutar descalço. Na série Alpha, que se passa entre Street Fighter e II, Ryu é apresentado de maneira semelhante ao primeiro jogo, mas com um cabelo já castanho e descalço. Nos jogos da série Street Fighter III, o cabelo de Ryu é preto e sua expressão facial demonstra seu crescimento. Em Street Fighter IV, que é definido cronologicamente entre II e III, Ryu já apresenta cabelo preto.

### Jogabilidade
O estilo de luta de Ryu foi descrito pela divisão norte-americana da Capcom como sendo caratê do estilo Shotokan, apesar dos golpes do personagem terem poucas semelhanças ao Shotokan.[carece de fontes?] Na história fictícia da série, ele é praticante de Karatê do estilo Ansatsuken (暗殺拳, Punho Assassino), uma arte marcial focada em matar o oponente. No entanto, seu mestre Gouken lhe ensinou uma variação do estilo onde a intenção assassina é retirada e suas técnicas letais passaram a ser defensivas ou utilizadas para incapacitar o oponente ao invés de matá-lo. Tais técnicas, que desde o primeiro Street Fighter compõem o conjunto de golpes especiais de Ryu, incluem o Hadoken (波動拳, Hadouken), uma onda de energia como fogo disparada pelas mãos, Shoryuken (昇龍拳, Shōryūken), um uppercut realizado junto de um salto, e Tatsumaki Senpuukyaku (竜巻旋風脚, Tatsumaki Senpūkyaku), uma sucessão de chutes aéreos e giratórios.
A jogabilidade de Ryu sofreu poucas alterações ao longo dos anos, apesar do grande número de jogos em que ele aparece. Isso permite que os jogadores comecem um novo jogo da franquia sem ter de experimentar um novo personagem. Contudo, quando o primeiro Street Fighter foi lançado existiam algumas dificuldades em realizar os movimentos do personagem. Com as melhorias realizadas em II, as técnicas de Ryu receberam comandos mais simples e foram amplamente bem recebidas.[carece de fontes?]

### Evil Ryu

Evil Ryu em Super Street Fighter IV: Arcade Edition

Na série há uma outra versão selecionável de Ryu, conhecida como Evil Ryu (殺意の波動に目覚めたリュウ, Satsui no Hadou ni Mezameta Ryū, lit. "Ryu que despertou o Surto da Intenção Assassina"). Essa forma alternativa de Ryu apareceu originalmente em um mangá da série Street Fighter Alpha, escrito por  Masahiko Nakahira, e só foi introduzida aos jogos pela primeira vez em Street Fighter Alpha 2 como um personagem secreto. Ryu atinge esse estado quando é dominado pela energia sombria chamada Satsui no Hado, se tornando violento a ponto de provocar a morte de seus oponentes. Nos jogos Alpha ele veste um keikogi e uma bandana pretos e sua pele e cabelo adquirem um tom mais escuro. Sua aparência foi remodelada em Super Street Fighter IV: Arcade Edition, se tornando mais ameaçadora e similar à de Akuma. Ele agora possui dentes pontiagudos, cabelo vermelho, olhos brilhantes, roupas rasgadas e um keikogi roxo escuro. Mais notavelmente, ele recebeu uma grande cicatriz circular e ardente em seu peitoral e uma semelhante em suas costas, esta porém em formato do kanji 天 (ten, céu). Evil Ryu possui uma voz monstruosa e é capaz de emitir uma aura vermelha.
A jogabilidade de Evil Ryu é fundamentalmente similar à de sua versão normal. Ele é capaz de realizar as técnicas Hadoken, Shoryuken e Tatsumaki Senpuukyaku, porém em variações mais poderosas. Ele também adquire alguns golpes de Akuma, como seu teletransporte e o mortal Shun Goku Satsu (瞬獄殺), que quando executado por Evil Ryu manifesta o kanji 滅 (metsu, destruição). Ele possui um dano de ataque maior que a maioria dos personagens, mas também uma baixa vitalidade.

## História
Sem lembranças de seus pais, Ryu ainda criança foi adotado por Gouken, um mestre do estilo Ansatsuken e aquele quem o ensinou artes marciais. Um amigo de Gouken logo trouxe ao seu dojo seu filho Ken Masters para que ele fosse disciplinado. Apesar de inicialmente não se gostarem, Ryu e Ken rapidamente se tornaram melhores amigos e rivais de treino. Conforme cresciam, ambos terminaram o treinamento e tomaram caminhos diferentes.
No primeiro Street Fighter (1987), Ryu participa de um torneio mundial de artes marciais para testar sua força. Após derrotar vários oponentes, ele enfrenta o campeão mundial e rei do Muay Thai, Sagat. Ryu o derrota após sucumbir pela primeira vez ao Satsui no Hado, deixando no tórax de Sagat uma enorme cicatriz.
Em Street Fighter Alpha: Warriors' Dreams (1995), Ryu enfrenta Sagat novamente, este estando decidido a se vingar pela derrota anterior. Em Street Fighter Alpha 2 (1996), Ryu retorna ao dojo de Gouken e descobre que seu mestre foi morto pelo seu irmão mais novo, Akuma. Ryu encontra Akuma e o enfrenta para vingar a morte de seu pai adotivo, mas Akuma se interessa pelas habilidades de Ryu e seu Satsui no Hado. O vilão então destrói a ilha onde eles lutavam e foge, planejando despertar o poder sombrio dentro de Ryu. Algum tempo depois, Ryu se reencontra com Ken, que lhe dá sua bandana vermelha para encorajar seu amigo a seguir em frente apesar dos recentes acontecimentos. Ainda nesse jogo, Ryu conhece a jovem Sakura Kasugano, uma fã que, após ver sua performance no torneio, persegue Ryu incessantemente para que ele a treine. Em Street Fighter Alpha 3 (1998) o vilão M. Bison, chefe da organização criminosa Shadaloo, à procura de um corpo que possa aguentar seu imenso poder, põem seus olhos sobre Ryu. Ryu eventualmente perde para Bison e sofre uma lavagem cerebral, mas é resgatado por Ken, Sagat e Sakura. Ele retoma seus sentidos com a ajuda de Sagat e enfrenta Bison mais uma vez, destruindo-o temporariamente. Ryu então promete a Sagat que um dia eles lutariam novamente, dessa vez num combate amigável.
Nos jogos de Street Fighter II, que se iniciaram em 1991, Ryu participa do segundo torneio mundial ao lado de Ken. Ele não comparece na cerimônia de encerramento, partindo assim que o torneio acaba para procurar o próximo adversário. Na série de Street Fighter IV (2008), Ryu participa de outro torneio, sem saber que o evento era uma armadilha criada pela S.I.N., a rede de divisão de armas da Shadaloo. Ele reencontra Ken e Sakura, bem como Sagat, com quem ele realiza a luta prometida. Ryu mais tarde derrota o organizador do torneio, Seth, e é consumido pelo Satsui no Hado mais uma vez enquanto destruia a BLECE, uma máquina que havia armazenado dados sobre todos os participantes do torneio. Pouco tempo depois, Ryu e Ken encontram seu mestre Gouken, que na verdade sobreviveu ao ataque de Akuma. Gouken utiliza o "Mu no Ken" para selar o Satsui no Hado de Ryu, o que o deixa inconsciente enquanto seu mestre mais uma vez tem de enfrentar Akuma, que veio para levar Ryu. O resultado da batalha é omitido ao jogador. Após acordar, Ryu, junto de Ken, se reune com seu mestre. Gouken diz que se orgulha de ambos pois se tornaram grandes guerreiros e que devem trilhar seus próprios caminhos, partindo logo em seguida.
Em Street Fighter V (2016), Ryu é caçado pelo guerreiro asteca e devorador de almas, Necalli. Ao mesmo tempo, ele procura o auxílio de Dhalsim para suprimir de uma vez por todas o Satsui no Hado. Enquanto isso, Bison retorna e começa um plano para expandir seus poderes sem que precise de um novo hospedeiro. Ryu e vários outros lutadores são convocados para enfrentá-lo, mas Ryu recusa o convite e mantém seu treinamento com o Satsui no Hado. Eventualmente ele consegue dominar sua energia sombria e atingir um novo poder, o mesmo "Mu no Ken" utilizado por seu mestre. Ryu então enfrenta Necalli uma última vez e o derrota pouco antes de se reencontrar com os demais lutadores. Eles realizam um ataque à base da Shadaloo onde Ryu e Bison travam uma batalha final, culminando com a destruição de Bison. De volta ao Japão, Ken pergunta a Ryu se já pode ter a bandana vermelha de volta. Ryu responde que ainda precisa dela, pois o caminho da luta nunca termina. Em futuras atualizações do jogo é revelado que o Satsui no Hado eliminado de Ryu assumiu uma forma corpórea autointitulada Kage. Ele tenta influenciar Ryu a sucumbir novamente, mas é derrotado pelo poder do "Mu no Ken".
Anos mais tarde, em Street Fighter III: New Generation (1997) e suas versões posteriores, Ryu entra no terceiro torneio mundial, onde enfrenta  e derrota Ken. Ele também enfrenta um homem chamado Hugo que consegue aguentar seu soco mais poderoso e o convence a se tornar seu parceiro temporário de luta profissional. Dentro do torneio, Ryu ainda derrota o protagonista da série III, Alex, mas lhe dá palavras de encorajamento para sempre procurar oponentes mais fortes. Por fim, Ryu é derrotado pelo eremita Oro, que se interessa pelas habilidades do jovem lutador.

## Outras aparições

### Videogames
Fora dos jogos da própria série, Ryu aparece em uma vasta quantidade de crossovers, muitos deles pertencentes à Capcom em si, como Super Puzzle Fighter II Turbo, um jogo de quebra-cabeças, e sua sequência Super Gem Fighter Mini Mix, que por sua vez é um jogo de luta. Ambos apresentam seus personagens desenhados em estilo super deformed. Ele também é jogável em crossovers entre a Capcom e outras empresas. Dentres eles estão Namco x Capcom, Tatsunoko vs. Capcom: Ultimate All-Stars, Project X Zone, e as séries Marvel vs. Capcom e SNK vs. Capcom. Alguns jogos de SNK vs. Capcom ainda possuem o Evil Ryu como personagem desbloqueável. Em Marvel vs. Capcom: Clash of Super Heroes, Ryu tem a habilidade de transformar seus golpes nos mesmos dos de Ken ou de Akuma. Ryu também está presente em jogos que colocam personagens de Street Fighter contra o elenco de outras franquias, tais como X-Men vs. Street Fighter e Street Fighter X Tekken. Ryu e sua forma de Evil Ryu apareceram na primeira imagem promocional de Tekken X Street Fighter, que ainda está em desenvolvimento. Ryu é um chefe em Street Fighter x Mega Man. Ele ainda seria jogável no já cancelado Mega Man Universe. Ryu e outros personagens de Street Fighter são jogáveis em Combo Crew, um jogo para iOS e Android. Ryu se tornou jogável em Super Smash Bros. para Nintendo 3DS e Wii U como conteúdo para download e em Super Smash Bros. Ultimate como personagem desbloqueável.
Onimusha: Dawn of Dreams oferece as vestimentas de Ryu para o protagonista do jogo, Soki. Em LittleBigPlanet as roupas de Ryu foram disponibilizadas como conteúdo para download através do Kit Street Fighter. Um robô com aparência de Ryu está presente em Astro Bot, outro título da Sony. O primeiro DLC do jogo Asura's Wrath coloca o protagonista Asura em um combate contra Ryu, e posteriormente contra Evil Ryu. O personagem também foi acrescentado de maneira jogável em outro jogo da Capcom, Monster Hunter: World. Em 2021, Ryu e Chun-Li foram adicionados ao jogo battle-royale Fortnite e ao jogo de luta Power Rangers: Battle for the Grid onde ele aparece com o nome Crimson Hawk Ranger. O jogo de luta em plataformas Brawlhalla recebeu Ryu como personagem jogável em uma colaboração com Street Fighter. O mapa "Castelo de Suzaku", muito associado com Ryu desde Street Fighter II, também foi adicionado no jogo.

### Live-action

Byron Mann como Ryu em Street Fighter - A Última Batalha.

Ryu foi representado por um ator pela primeira vez em 1994 no filme estadunidense Street Figther, lançado no Brasil como Street Fighter - A Última Batalha, onde seu papel é feito por Byron Mann. No filme, que tem Guile como protagonista, Ryu recebeu o sobrenome Hoshi. Ele e Ken são uma dupla que rouba criminosos ricos e eventualmente se juntam a Guile na sua missão para invadir a base de M. Bison. A rivalidade de Ryu com Sagat não existe no filme; em seu lugar Ryu enfrenta outro personagem, Vega. A Capcom queria que Ryu fosse interpretado pelo ator japonês Kenya Sawada, contudo, Sawada não dominava bem o inglês, ele acabou sendo escalado com um personagem inspirado nele, o Capitão Sawada, que teve que ser dublado.
Apesar de não aparecer em Street Fighter: The Legend of Chun-Li, em português, Street Fighter: A Lenda de Chun-Li, Ryu é citado no final do filme como um formidável lutador que participará do torneio Street Fighter.
Ele é interpretado pelo ator e artista marcial Mike Moh na websérie Street Fighter: Assassin's Fist, que explora o treinamento de Ryu e Ken com seu mestre Gouken. Mike Moh também fará o papel de Ryu na sequência Street Fighter: World Warrior.
Ryu ainda aparece em filmes feitos por fãs. O curta-metragem Street Fighter: Legacy mostra uma batalha entre Ryu e Ken. Nele, Ryu é representado por Jon Foo. O sucesso de Legacy levou os diretores Joey Ansah e Owen Trevor a criarem a série Assassin's Fist. Em um outro curta, Street Fighter x Tekken: The Devil Within, Ryu, interpretado por Dan Southworth, se torna alvo de Kazuya Mishima, um personagem da série Tekken. Kazuya tenta obrigar Ryu a aceitar o poder do Satsui no Hado, mas é interrompido por Ken. Ryu é um dos diversos personagens que fazem cameo no filme Jogador Nº1.

### Animação
No filme de 1994 Street Fighter II: O Filme, dirigido por Gisaburō Sugii, Ryu é o personagem principal e também o foco de muitos outros. O filme conta uma parte da história dos jogos, seguindo a vitória de Ryu sobre Sagat até a sua luta final contra Bison, porém com algumas modificações no enredo. Ele é dublado por Kōjirō Shimizu na versão original japonesa e por Orlando Viggiani na versão brasileira.
Na série em anime Street Fighter II V, também dirigida por Sugii, Ryu e Ken são os protagonistas. Eles viajam pelo mundo enfrentando outros lutadores, desejando se tornarem mais fortes, especialmente após terem perdido vergonhosamente para Guile. No clímax da série, os dois enfrentam e derrotam Bison. Em II V, Ryu apresenta pequenas mudanças em sua personalidade e aparência, sendo mais relaxado e tendo um cabelo espetado. Ele é dublado por Kōji Tsujitani na versão original japonesa e, mais uma vez, por Orlando Viggiani na versão brasileira.
No OVA de duas partes Street Fighter Alpha: The Animation é contada a história de Ryu enquanto ele tenta suprimir a influência do Satsui no Hado ao mesmo tempo que tem de lidar com o vilão do filme, Sadler. Ele também conhece um garoto chamado Shun que afirma ser seu irmão mais novo. O filme Street Fighter Alpha: Generations, que não tem relação com o OVA, foca no confronto entre Ryu e Akuma, explorando o passado do Satsui no Hado. Nas versões originais de The Animation e Generations, Ryu é dublado por Kane Kosugi e Yasuyuki Kase respectivamente.
No filme Street Fighter IV: The Ties That Bind, que segue a história da série IV, Ryu sofre com o Satsui no Hado enquanto é atraído à uma armadilha por Seth. No final do filme, ele derrota o vilão após despertar o "Mu no Ken", o mesmo poder utilizado por Gouken. Ele é dublado por Hiroki Takahashi.
Ryu aparece no desenho estadunidense Street Fighter - The Animated Series, que segue a linha do filme norte-americano e logo tem Guile como personagem principal. Ele faz algumas aparições breves no filme Detona Ralph.

### Quadrinhos e mangá
Ryu apareceu nos quadrinhos de Street Fighter publicados pela Malibu Comics em 1993. Ele ainda protagoniza a adaptação em quadrinhos da franquia, publicados pela UDON. Os quadrinhos mostram várias etapas da vida de Ryu, como a participação no primeiro torneio, sua rivalidade com Sagat, a batalha contra Bison e a influência do Satsui no Hado. A história termina com uma luta entre Ryu e Akuma, onde Gouken intervem para salvar seu discípulo.
O mangá Street Fighter II: Ryu, de Masaomi Kanzaki, segue Ryu, Ken e outros personagens no confronto contra a Shadaloo, colidindo na luta entre Ryu e Bison. Masahiko Nakahira escreveu o mangá Street Fighter Alpha, que mostra Ryu após sua primeira luta contra Sagat até o seu encontro com Bison. Street Fighter Alpha marca a primeira aparição de Evil Ryu. Ele também aparece no spin-off Street Fighter: Sakura Ganbaru!, que foca em Sakura e sua busca por Ryu.

## Recepção
Ryu é um dos personagens mais populares e memoráveis não só da franquia Street Fighter, mas também na história dos videogames. O site de jogos GameSpot o colocou em seu artigo "Maiores Heróis de Jogos em Todos os Tempos". O UGO Network colocou Ryu em septuagésimo primeiro lugar em sua lista "Top 100 Heróis em Entretenimento" e o classificou como o segundo melhor personagem de Street Fighter, destacando sua personalidade contemplativa e sofrida. Ele foi nomeado o melhor personagem da franquia pelo site IGN, que o elogiou por sua aparência e história simples e ainda afirmou que "ele está muito perto de representar a imagem do artista marcial platônico. O Mojo.com também o colocou em primeiro lugar no seu "Top 10 Personagens de Street Fighter". O site jornalístico GameDaily, por outro lado, o nomeou o segundo melhor personagem da franquia, destacando sua grande determinação que sempre o leva a procurar um desafio maior que o anterior. Em um perfil de personagem, o mesmo site descreveu Ryu como "um guerreiro formidável" e o personagem mais icônico de Street Fighter. O GameDaily ainda o colocou, ao lado de Ken, em sexto lugar em sua lista de melhores personagens da Capcom; o escritor do artigo disse que era impossível escolher apenas um personagem da dupla. Fora de sua série, Ryu também é reconhecido como um dos maiores personagens de videogame de todos os tempos. Através do voto popular, ele entrou para o Guinness World Records Gamer's Edition, em sua edição de 2011, como um dos cinquenta melhores personagens de videogame já criados. Ele também apareceu em outra lista de cinquenta melhores personagens de videogame, desta vez realizada pela revista japonesa Famitsu. Na edição de fevereiro de 1992 da revista especializada em jogos Gamest, Ryu ficou em terceiro lugar na lista "Melhor Personagem de 1991". Na edição de janeiro de 1997, caiu para décimo terceiro lugar na categoria "Melhor Personagem de 1996". A revista britânica Empire o nomeou o vigésimo sétimo melhor personagem de videogame de todos os tempos, afirmando que Ryu é um ícone da franquia e de videogames e um dos personagens de luta favoritos dos jogadores desde Street Fighter II. Através dos anos, Ryu se manteve bastante popular dentre os fãs de Street Fighter; em uma pesquisa realizada através de mais de 4000 partidas online de Super Street Fighter IV, Ryu era o personagem mais popular, com uma taxa de 16,6% de uso.
Em 2008, o site GamesRadar realizou um evento chamado "Semana Street Fighter". Como parte do evento foi feito um artigo sobe o título de "A Evolução de Ryu e Ken", focando no desenvolvimento da dupla ao longo de seus jogos. O escritor do artigo ainda se referiu aos personagens como ícones culturais. Em um artigo de Marvel vs. Capcom 2, o GamesRadar ainda descreveu Ryu como "o lutador mais puro do mundo", bem como "o coração e a alma da série Street Fighter". Em um guia para iniciantes de Street Fighter IV publicado pelo jornal britânico The Guardian, Ryu foi um dos personagens sugeridos pelo jornal para jogadores que estão começando o jogo, com seu estilo de luta à distância sendo elogiado. Sua personalidade também foi elogiada pelo GameSpot em sua lista "Grandes Amores", onde o site descreve Ryu como "um dos homens mais independentes do mundo dos videogames" pois ele só pensa em treinar e se tornar mais forte, diferentemente de outros personagens da série. Sua rivalidade amigável com Ken foi dita como a melhor rivalidade na história dos videogames pelo site WatchMojo. Em relação à sua aparência, sua bandana foi colocada na lista "Os Capacetes e Equipamentos de Cabeça Mais Legais dos Videogames" do UGO Network.
Enquanto Ryu é alvo de inúmeras críticas positivas, Evil Ryu recebeu algumas variadas. Ele foi colocado em vigésimo primeiro lugar na lista de "Melhores Personagens de Street Fighter" do UGO Network, sendo parabenizado por ter o poder de Ryu e a ferocidade de Akuma. O GamesRadar, por outro lado, criticou negativamente o lado sombrio de Ryu, dizendo que essa forma acaba com uma das maiores caracterísicas do personagem: sua simplicidade. A revista Game Informer comentou que Evil Ryu é muito similar a Akuma, o que o torna um personagem pouco interessante. Entretanto, seu dano de ataque mais elevado foi dito como uma diferença mais substancial. Uma luta fictícia entre Evil Ryu e Devil Jin, a versão maligna do protagonista de Tekken Jin Kazama, foi apontada pelo GamesRadar como uma das lutas que os fãs mais gostariam de ver em Street Fighter X Tekken.

### Impacto cultural
Desde sua aparição em Street Fighter II, Ryu e outros personagens com jogabilidade similar à sua, tais como Ken e Akuma, têm sido referidos como "shotos", um termo originado a partir do estilo Shotokan de caratê. O termo logo se expandiu para outros jogos de luta de forma generalizada e descreve personagens com golpes especiais similares aos de Ryu em sua lista de movimentos; por exemplo, Morrigan Aensland da série Darkstalkers e Ryo Sakazaki de Art of Fighting.
Ryu também é famoso pela frase "Você deve derrotar Sheng Long para ter uma chance", uma de suas frases de vitória em Street Fighter II. Tal frase gerou controvérsias entre os jogadores sobre a existência de um personagem chamado Sheng Long. Apesar de conter um erro de tradução, a frase correta seria "Se você não pode superar o Shoryuken, você não tem chance", muitas revistas de jogos e até mesmo a própria Capcom a exploraram como parte de brincadeires de primeiro de abril.
Ele ainda é colocado em diversas batalhas fictícias contra personagens de outras franquias famosas. O grupo de entretenimento online ScrewAttack, em seu show Death Battle, colocou Ryu em uma luta até a morte contra Scorpion, da franquia Mortal Kombat, onde Ryu foi derrotado. A websérie Super Power Beat Down realizou um combate entre Ryu e Tommy Oliver, o Ranger Verde original da série Power Rangers. O resultado, que foi decidido por voto popular, teve Tommy como vencedor. Porém, foi criado um final alternativo onde Ryu vence a luta.
A imagem de Ryu é frequentemente utlizada em diversos produtos e mercadorias, incluíndo figuras de ação, capas de celular, e até mesmo controles de videogame do tipo gamepad.